# 5時から7時の恋人カンケイ
『5時から7時の恋人カンケイ』（原題:5 to 7）は2014年に公開されたアメリカ合衆国のロマンティック・コメディ映画である。監督はヴィクター・レヴィン、主演はアントン・イェルチンとベレニス・マーロウが務めた。本作は日本国内で劇場公開されなかったが、2017年3月3日にDVDが発売された。

## ストーリー
ニューヨーク。24歳のブライアン・ブルームは一人前の物書きになるべく奮闘していた。そんなある日、ブライアンは33歳のフランス人女性、アリエル・ピアポントと出会った。2人はお互いに強く惹かれあったが、アリエルには外交官の夫（ヴァレリー）と2人の子供がいた。ブライアンが口説くのを諦めようとした矢先、アリエルから「平日の午後5時から午後7時の間であれば、お互いに別の相手と交際しても良いという取り決めを夫と交わしている」と言われた。ブライアンは想定外の発言に困惑し「不倫をするつもりはない」と言ったが、アリエルは平然としており「気が変ったら、金曜日もまたここにいるので会いましょう」と言った。
3週間後、ブライアンはアリエルのことを忘れられず、結局また彼女に会うことにした。それ以来、2人は平日の夕方にホテルで親密なひとときを過ごすようになった。ほどなくして、ブライアンとの情事がヴァレリーの耳に入ることになったが、彼は全く怒らなかった。それどころか、ヴァレリーはブライアンをディナーに招待した。しかも、ディナーの席には、ヴァレリーの愛人であるジューンも同席していたのである。その後、ブライアンはアリエルを両親（サムとアーリーン）に紹介した。サムはアリエルとの関係を好ましく思わなかったが、アーリーンは本人たちの自由だと思っていた。しばらくして、ブライアンの書いた短編小説が『ザ・ニューヨーカー』の優秀作品賞を受賞することになった。ブライアンは授賞式に両親とアリエル、ヴァレリー、ジューンを連れて行くことにした。ジューンはブライアンを上司のガラッシに引き合わせた。ガラッシはブライアンの小説を高く評価しており、ブライアンは小説家としてデビューすることになった。
しかし、このような良好な関係は突如として終わりを迎えることになった。ブライアンがついに一線を越えてしまったためである。

## キャスト
- アントン・イェルチン - ブライアン・ブルーム
- ベレニス・マーロウ - アリエル・ピアポント
- オリヴィア・サールビー - ジェーン・ヘイスティングズ
- ランバート・ウィルソン - ヴァレリー・ピアポント
- フランク・ランジェラ - サム・ブルーム
- グレン・クローズ - アーリーン・ブルーム
- エリック・ストルツ - ジョナサン・グラッシ
- ジョセリン・デボア - キヴァ・ブルーム

### 本人役でのカメオ出演[4]
- ダニエル・ブリュー
- デヴィッド・レムニック
- アラン・ギルバート
- ジュリアン・ボンド

## 製作
本作のストーリーはレヴィン監督が1987年にフランスで知り合ったカップル―オープン・マリッジの関係にあり、2人には愛人もいた―に着想を得たものである。2人に会った直後から、レヴィン監督はオープン・マリッジを題材にした作品を作りたいと願っていたが、なかなか上手いプロットを思いつけなかった。監督がプロットを思いついたのは2000年代初頭のことであった。2007年3月、監督は本作の脚本の初稿を書き上げた。エージェントは監督を映画プロデューサーのジュリー・リンに引き合わせ、脚本を読んだリンは本作の製作に着手した。しかし、興行収入が見込めるような俳優の起用に難航し、本作の製作が正式に始まるまでにはさらに数年の時を要することになった。
2012年10月17日、アントン・イェルチンとダイアン・クルーガーが本作に出演するとの報道があった（後にクルーガーは降板し、ベレニス・マーロウが代役として起用された）。『今日、キミに会えたら』（2011年）を鑑賞した後、レヴィン監督はイェルチンに本作に出演して欲しいと懇願する手紙を送ったのだという。その手紙がイェルチンに読まれることはなかったが、最終的にはイェルチンが出演してくれることになった。2013年5月1日、グレン・クローズとフランク・ランジェラがキャスト入りした。

## 公開・マーケティング・興行収入
2014年4月19日、本作はトライベッカ映画祭でプレミア上映された。6月17日、IFCフィルムズが本作の全米配給権を獲得したと報じられた。2015年1月23日、本作のオフィシャル・トレイラーが公開された。4月3日、本作は全米2館で限定公開され、公開初週末に1万8006ドル（1館当たり9003ドル）を稼ぎ出し、週末興行収入ランキング初登場54位となった。

## 評価
本作は批評家から好意的に評価されている。映画批評集積サイトのRotten Tomatoesには55件のレビューがあり、批評家支持率は69%、平均点は10点満点で5.68点となっている。サイト側による批評家の見解の要約は「『5時から7時の恋人カンケイ』はロマコメお決まりの展開に安住しきっているが、魅力たっぷりの俳優、絶妙なさじ加減の演出、よく練られたスマートな脚本によって、その欠点は相殺されている。」となっている。また、Metacriticには20件のレビューがあり、加重平均値は52/100となっている。